# Hockey Club Energie Karlovy Vary
L'HC Energie Karlovy Vary è una squadra di hockey su ghiaccio ceca che milita in Extraliga.

## Storia
Fondata nel 1932 da alcuni appassionati con il nome "SK Slavia Karlovy Vary", la squadra giocava inizialmente sulla superficie gelata di un piccolo laghetto, conosciuto con il nome di Piccola Versailles (Malá Versailles), fino al 1948 quando venne costruita a Karlovy Vary la prima superficie di ghiaccio artificiale. Il Club raggiunse visibilità nelle stagioni dal 1951 al '55, quando la squadra (che nel frattempo fu ribattezzata "Dynamo") cominciò a farsi notare per alcuni risultati prestigiosi, tra i quali il 2:3 con la "Lokomotiv Mosca" o l'8:5 sulla Nazionale della Repubblica Ceca in un'amichevole di preparazione per il Campionato del Mondo.
Nella stagione 1954-55, a causa di alcuni gravi infortuni, la squadra scese in seconda lega.
Altro cambio di nome nel 1965, quando la squadra fu nuovamente rinominata "Slavia".
Negli anni settanta il Club affrontò diversi problemi, arrivando a perdere la licenza per poter utilizzare lo stadio del ghiaccio a causa della scarsa manutenzione. Si rese necessario costruirne un altro, iniziato nel 1975 ed ultimato e coperto alla fine degli anni ottanta. Nel 1990 si completarono gli spogliatoi, si aggiunse l'aria condizionata, un refrigeratore più efficiente e migliorato il plexiglas. Questa arena è stata utilizzata dall'"HC Energie Karlovy Vary" fino al termine della stagione 2008/09, sostituita dalla nuova, la KV Arena , più capiente e polifunzionale, dalla stagione 2009/10.
Problemi economici, connessi con il disinteresse della città, provocarono un altro momento duro: la caduta nel Campionato Regionale (nota sul livello dei campionati: 1) Extraliga, 2) 1 Lega, 3) 2 Lega, 4) Campionato Regionale).
Dagli anni novanta l'intervento di nuovi sponsor, tra cui la società di liquori Jan Becher (1991) e Sokolovská Uhelná (2002), portarono liquidità ma anche al doppio cambiamento del nome della Squadra: prima HC Becherovka, poi l'attuale HC Energie. Nel 1995 il team vinse il primo campionato e nel 1997 il team riuscì a tornare in Extraliga seppur non riuscendo a battere l'Opava, ma prendendo il posto del fallito Olomouc.
Nella stagione 2007/08 l'HC Energie Karlovy Vary si è classificata seconda perdendo la finale con l'HC Slavia Praha.
Nella stagione 2008/09 l'HC Energie Karlovy Vary si è aggiudicato il Titolo Nazionale battendo l'HC Slavia Praha per 4:2.
Nella stagione 2009/10 l'HC Energie Karlovy Vary ha mantenuto la permanenza in Extraliga disputando i playout.
Famosi giocatori di hockey provenienti da Karlovy Vary ed approdati in NHL sono Vaclav Šinágl e Tomáš Vokoun

## Piazzamenti nell'Extraliga Ceca
| Stagione  | Posizione in classifica | Punti in classifica | Posizione dopo PLAY-OFF | Capitano         | Allenatore                                                                                                 |
| --------- | ----------------------- | ------------------- | ----------------------- | ---------------- | --- |
| 1997/1998 | 13. posto               | 30 punti            | 13. posto               | Pavel Bláha      | Karel Trachta, Milan Kašpárek, Josef Beránek senior                                                        |
| 1998/1999 | 11. posto               | 38 punti            | 11. posto               | Pavel Bláha      | Josef Beránek senior, Karel Trachta, Milan Kašpárek                                                        |
| 1999/2000 | 11. posto               | 40 punti            | 11. posto               | Petr Pavlas      | Miloš Říha e Martin Pešout                                                                                 |
| 2000/2001 | 14. posto               | 49 punti            | 14. posto               | Libor Procházka  | Miloš Říha e Martin Pešout, poi Tomáš Herstus, poi Radim Rulík, Tomáš Herstus, Jaromír Látal, Marek Sýkora |
| 2001/2002 | 10. posto               | 61 punti            | 10. posto               | - -              | Radim Rulík e Marek Sýkora                                                                                 |
| 2002/2003 | 10. posto               | 71 punti            | 10. posto               | Michal Mádl      | Marek Sýkora e Jan Votruba                                                                                 |
| 2003/2004 | 12. posto               | 62 punti            | 12. posto               | Ladislav Svoboda | Miloslav Hořava, poi Richard Farda e Radim Rulík                                                           |
| 2004/2005 | 10. posto               | 69 punti            | 10. posto               | František Ptáček | Radim Rulík, Václav Baďouček, Pavel Kněžický                                                               |
| 2005/2006 | 10. posto               | 71 punti            | 10. posto               | František Ptáček | Zdeněk Venera, Václav Baďouček e Pavel Kněžický                                                            |
| 2006/2007 | 7. posto                | 80 punti            | 9. posto                | František Ptáček | Zdeněk Venera, Václav Baďouček e Pavel Kněžický                                                            |
| 2007/2008 | 4. posto                | 85 punti            | 2. posto                | Václav Skuhravý  | Zdeněk Venera                                                                                              |
| 2008/2009 | 6. posto                | 83 punti            | 1. posto                | Václav Skuhravý  | Josef Paleček, Mikuláš Antonik e Pavel Kněžický                                                            |
| 2009/2010 | 11. posto               | 66 punti            | N.D                     | Václav Skuhravý  | Josef Paleček                                                                                              |

## Roster Campioni Nazionali (Stagione 2008/09)
| N° Maglia | Ruolo      | Nome e Cognome     | Età     | Altezza | Peso   | Mazza |
| --------- | ---------- | ------------------ | ------- | ------- | ------ | ----- |
| 51        | Portiere   | Lukáš Mensator     | 25 anni | 175 cm  | 82 kg  | Sx    |
| 2         | Portiere   | Lukáš Sáblík       | 32 anni | 190 cm  | 95 kg  | Sx    |
| 8         | Difensore  | Jiří Hanzlík       | 35 anni | 180 cm  | 86 kg  | Sx    |
| 63        | Difensore  | Ondřej Němec       | 24 anni | 182 cm  | 87 kg  | Dx    |
| 9         | Difensore  | Josef Řezníček     | 42 anni | 170 cm  | 81 kg  | Sx    |
| 15        | Difensore  | Miroslav Duben     | 34 anni | 184 cm  | 84 kg  | Sx    |
| 91        | Difensore  | Michal Dobroň      | 29 anni | 188 cm  | 110 kg | Dx    |
| 29        | Difensore  | Petr Mudroch       | 30 anni | 180 cm  | 87 kg  | Sx    |
| 55        | Difensore  | Roman Prošek       | 28 anni | 179 cm  | 84 kg  | Sx    |
| 7         | Difensore  | Kamil Černý        | 23 anni | 182 cm  | 81 kg  | Sx    |
| 21        | Difensore  | Jakub Čutta        | 27 anni | 192 cm  | 95 kg  | Sx    |
| 4         | Difensore  | Tomáš Schmidt      | 20 anni | 180 cm  | 85 kg  | Sx    |
| 59        | Difensore  | Vojtěch Kloz       | 23 anni | 190 cm  | 109 kg | Sx    |
| 4         | Difensore  | František Bombic   | 31 anni | 180 cm  | 87 kg  | Dx    |
| 26        | Attaccante | Jan Košťál         | 29 anni | 184 cm  | 93 kg  | Dx    |
| 46        | Attaccante | Petr Kumstát       | 27 anni | 197 cm  | 96 kg  | Sx    |
| 40        | Attaccante | Milan Procházka    | 31 anni | 183 cm  | 91 kg  | Sx    |
| 34        | Attaccante | Václav Skuhravý    | 30 anni | 193 cm  | 110 kg | Sx    |
| 23        | Attaccante | Lukáš Pech         | 25 anni | 171 cm  | 75 kg  | Sx    |
| 17        | Attaccante | František Skladaný | 26 anni | 180 cm  | 84 kg  | Sx    |
| 96        | Attaccante | David Zucker       | 21 anni | 176 cm  | 77 kg  | Sx    |
| 22        | Attaccante | Martin Zaťovič     | 24 anni | 181 cm  | 80 kg  | Sx    |
| 16        | Attaccante | Jaroslav Kristek   | 29 anni | 185 cm  | 86 kg  | Sx    |
| 79        | Attaccante | Milan Hluchý       | 24 anni | 178 cm  | 90 kg  | Sx    |
| 11        | Attaccante | Pavel Kuběna       | 21 anni | 179 cm  | 81 kg  | Dx    |
| 5         | Attaccante | Marek Melenovský   | 32 anni | 173 cm  | 78 kg  | Sx    |
| 27        | Attaccante | Rastislav Dej      | 20 anni | 179 cm  | 86 kg  | Sx    |
| 31        | Attaccante | Petr Sailer        | 33 anni | 183 cm  | 83 kg  | Dx    |
| 19        | Attaccante | Jakub Bauer        | 23 anni | 179 cm  | 73 kg  | Dx    |
| 33        | Attaccante | Vít Budínský       | 20 anni | 170 cm  | 69 kg  | Sx    |